# Paul Fryer (artiste)
Pour les articles homonymes, voir Fryer.
Paul Fryer, né en 1963, a étudié l'art à Leeds, en Angleterre.
Il vit et travaille à Londres.

## Style
Paul Fryer poursuit la longue tradition des figures de cire dans l'histoire de l'art, mettant en évidence les liens entre hyperréalisme et observation scientifique. Il collabore régulièrement avec un ingénieur physicien et imagine des pièces à la mécanique complexe.
Son œuvre phare, La Pieta, incarne la fascination de l'artiste pour le "côté obscur" de la science.

## Biographie
- Années 1980 : Leeds College of Art and Design, ville de Leeds dans le nord de l'Angleterre, où il étudie en compagnie de Damien Hirst. Paul Fryer ne va pas au bout de sa formation, préférant d'autres activités comme Disc jockey, musicien, chanteur électro-pop ou producteur de disques.
- 1996 : déménage à Londres. Travaille en tant que designer graphique et consultant pour des galeries.
- 2005 : reprend sa production artistique.
- 2007 : remarquant une œuvre de Paul Fryer datant de 1983 et représentant le Christ sur une chaise électrique, Damien Hirst parvient à convaincre Fryer de la refaire en cire[2], réenclanchant ainsi sa carrière artistique[3].
- 2009 : exposition de La Pieta à la Cathédrale Notre-Dame-et-Saint-Arnoux de Gap, puis au Palais des Arts de Dinard, à l'initiative de François Pinault[4].

## Œuvres
- Pieta (1983)
- Chess Set for Tesla, échiquier composé de trente-deux tubes lumineux, bois, verre, composants électriques
- Pieta (The Empire Never Ended) (2007), cire, bois, cheveux, peinture à l'huile, toile (122 × 71 × 87 cm), collection François Pinault Foundation